# Байрамов, Ниязи Музаффар оглы
Ниязи Музаффар оглы Байрамов (азерб. Niyazi Müzəffər oğlu Bayramov; род. 26 марта 1956, Баку) — глава исполнительной власти (мэр) г. Гянджа.

## Биография
Родился 26 марта 1956 года в Баку. В 1980 году окончил Бакинский государственный университет по специальности «правоведение».
С 1973 года работал в производственном объединении по производству и продаже сжиженного природного газа.
С 1980 по 1986 год являлся адвокатом юридической консультации №4 Коллегии адвокатов Азербайджана.
С 1986 по 1991 год являлся начальником отдела исполнительной власти района 26 бакинских комиссаров (в наст. вр. — Сабаильский район) г. Баку. В 1992 году являлся заместителем главы исполнительной власти района 26 бакинских комиссаров г. Баку.
С 1995 по 1997 год являлся начальником инспекции Таможенного комитета Азербайджана.
С 1997 по 2001 год — начальник таможни г. Гянджа Таможенного комитета Азербайджана.
В 2010 году являлся заместителем начальника Главного управления по статистике и информационным технологиям Таможенного комитета Азербайджана.
С 2010 по 2012 год являлся начальником Карабахского регионального центра МЧС Азербайджана.
С марта по апрель 2023 года — начальник Сумгаитского регионального центра МЧС Азербайджана.
Член партии Новый Азербайджан.
Участник Первой карабахской войны. Полковник.
Глава исполнительной власти (мэр) г. Мингечевир (14 апреля 2012 — 28 августа 2018).
Глава исполнительной власти г. Гянджа (с 28 августа 2018 года).

## Награды
- Орден «За службу Отечеству» III степени (18 марта 2016, за заслуги в общественно-политической жизни Азербайджанской Республики)[4]